# Mistrovství České republiky v atletice 2022
53. mistrovství České republiky v atletice 2022 se konalo ve dnech 24.–25. června 2022 na Stadionu u Červených domů v Hodoníně.

## Medailisté

### Muži
|                                                   | Zlato                                                                     | Výkon      | Stříbro                                                        | Výkon     | Bronz                                                                  | Výkon     |
| 100 m                                             | Zdeněk Stromšík                                                           | 10.12      | Dominik Záleský                                                | 10.38     | Eduard Kubelík                                                         | 10.39     |
| 200 m                                             | Jan Jirka                                                                 | 20.66      | Ondřej Macík                                                   | 20.66     | Jiří Polák                                                             | 20.72     |
| 400 m                                             | Matěj Krsek                                                               | 45.55      | Patrik Šorm                                                    | 45.86     | Pavel Maslák                                                           | 46.05     |
| 800 m                                             | Tomáš Vystrk                                                              | 1:46.53    | Filip Šnejdr                                                   | 1:47.16   | Jakub Davidík                                                          | 1:48.23   |
| 1500 m                                            | Filip Sasínek                                                             | 3:38.06    | Jan Friš                                                       | 3:41.61   | Lukáš Symerský                                                         | 3:41.84   |
| 5000 m                                            | Patrik Vebr                                                               | 14:30.33   | Martin Zajíc                                                   | 14:31.44  | Jakub Zemaník                                                          | 14:38.70  |
| 10000 m dráha Otrokovice 23. 4. 2022              | Martin Zajíc                                                              | 30:00.39   | Jiří Homoláč                                                   | 30:02.06  | Vladimír Marčík                                                        | 30:16.68  |
| 10000 m silnice Běchovice 25. 4. 2022             | Martin Zajíc                                                              | 30:41      | Patrik Vebr                                                    | 30:48     | Viktor Šinágl                                                          | 31:12     |
| Přespolní běh (krátký) Rumburk 26. listopadu 2022 | Michal Šmahel                                                             | 12:22      | Nico Boketta                                                   | 12:43     | Daniel Kotyza                                                          | 12:48     |
| Přespolní běh (dlouhý) Rumburk 26. listopadu 2022 | Jáchym Kovář                                                              | 32:09      | Roman Rudolecký                                                | 33:00     | Vladimír Marčík                                                        | 33:10     |
| Běh do vrchu (krátký) Zadov 4. června 2022        | Marek Chrascina                                                           | 53:31      | Pavel Brlica                                                   | 55:56     | Petr Pechek                                                            | 56:31     |
| Běh do vrchu (dlouhý) Zadov 4. června 2022        | Matěj Zima                                                                | 1:34:04    | Vít Pavlišta                                                   | 1:35:00   | Viktor Šinágl                                                          | 1:36:00   |
| Půlmaraton Pardubice 9. dubna 2022                | Jiří Homoláč                                                              | 1:05:33    | Vladimír Marčík                                                | 1:05:39   | Marek Chrascina                                                        | 1:06:55   |
| Maraton Praha 8. května 2022                      | Jiří Homoláč                                                              | 2:18:44    | Petr Pechek                                                    | 2:21:09   | Ondřej Fejfar                                                          | 2:23:27   |
| 110 m př.                                         | Petr Svoboda                                                              | 13.25      | David Ryba                                                     | 13.98     | Martin Janský                                                          | 14.34     |
| 400 m př.                                         | Vít Müller                                                                | 49.98      | Martin Tuček                                                   | 50.22     | Adam Smolka                                                            | 50.40     |
| 3000 m př.                                        | Damián Vích                                                               | 8:36.43    | Martin Kováčech                                                | 8:50.54   | David Foller                                                           | 8:56.23   |
| 4 × 100 m                                         | Dukla Praha Tomáš Tláskal Jiří Kubeš Ondřej Macík Matyáš Koška            | 40.26      | Olymp Praha Lukáš Šebík Jiří Sýkora Martin Janský Štěpán Hampl | 41.89     | Slovan Liberec Thach Nguyen Ngoc Jan Trafina Jakub Trafina David Kolář | 42.07     |
| 4 × 400 m                                         | VSK Univerzita Brno Tadeáš Plaček Daniel Kotyza Tomáš Vystrk Martin Tuček | 3:10.72    | Dukla Praha Hakim Saleh Bořek Pešta Jiří Kubeš Philip Krenek   | 3:11.83   | Slavia Praha Vojtěch Cihlář Martin Růžička Lukáš Přibyl Filip Šnejdr   | 3:11.84   |
| 20 km chůze Poděbrady 2. dubna 2022               | Vít Hlaváč                                                                | 1:26:27    | Lukáš Gdula                                                    | 1:29:44   | Martin Nedvídek                                                        | 1:33:32   |
| Chůze na 35 km Dudince 23. dubna 2022             | Vít Hlaváč                                                                | 2:41:14 NR | Lukáš Gdula                                                    | 2:48:25   | Jaromír Morávek                                                        | 2:51:13   |
| Skok do výšky                                     | Jan Štefela                                                               | 2,20       | Josef Adámek                                                   | 2,16      | Marek Bahník                                                           | 2,14      |
| Skok o tyči                                       | Dan Bárta                                                                 | 5,53       | Filip Bartoněk                                                 | 5,25      | Jan Kudlička                                                           | 5,15      |
| Skok daleký                                       | Radek Juška                                                               | 7,95       | Vojtěch Komárek                                                | 7,48      | Tomáš Kratochvíl                                                       | 7,43      |
| Trojskok                                          | Jiří Vondráček                                                            | 16,07      | Zdeněk Kubát                                                   | 15,43 w   | Lukáš Budík                                                            | 15,23 w   |
| Vrh koulí                                         | Tomáš Staněk                                                              | 20,76      | Tadeáš Procházka                                               | 18,06     | Jakub Forejt                                                           | 17,28     |
| Hod diskem                                        | Marek Bárta                                                               | 61,55      | Michal Forejt                                                  | 57,41     | Tomáš Voňavka                                                          | 55,43     |
| Hod kladivem                                      | Patrik Hájek                                                              | 69,92      | Martin Buryan                                                  | 65,35     | Tomáš Ott                                                              | 62,33     |
| Hod oštěpem                                       | Vítězslav Veselý                                                          | 85,97      | Jakub Vadlejch                                                 | 83,72     | Martin Konečný                                                         | 76,18     |
| Desetiboj Praha 3.–5. června 2022                 | Ondřej Kopecký                                                            | 8310 bodů  | František Doubek                                               | 7681 bod. | Vilém Stráský                                                          | 7493 bodů |

### Ženy
|                                                   | Zlato                                                                         | Výkon     | Stříbro                                                                             | Výkon     | Bronz                                                                               | Výkon     |
| 100 m                                             | Eva Kubíčková                                                                 | 11.35     | Marcela Pírková                                                                     | 11.56     | Klára Seidlová                                                                      | 11.56     |
| 200 m                                             | Martina Hofmanová                                                             | 23.38     | Marcela Pírková                                                                     | 23.52     | Natálie Kožuškaničová                                                               | 23.63     |
| 400 m                                             | Lada Vondrová                                                                 | 51.13     | Tereza Petržilková                                                                  | 52.20     | Jana Slavíková                                                                      | 54.13     |
| 800 m                                             | Adéla Sádlová                                                                 | 2:05.29   | Kimberley Ficenec                                                                   | 2:05.58   | Anna Suráková                                                                       | 2:06.77   |
| 1500 m                                            | Anna Šimková                                                                  | 4:28.03   | Iveta Rašková                                                                       | 4:28.57   | Lucie Sekanová                                                                      | 4:30.62   |
| 5000 m                                            | Tereza Hrochová                                                               | 16:22.24  | Barbora Lampová                                                                     | 16:40.98  | Julia-Anna Lily Bell                                                                | 16:46.69  |
| 10000 m dráha Otrokovice 23. 4. 2022              | Moira Stewartová                                                              | 32:51.74  | Tereza Hrochová                                                                     | 33:45.90  | Julia-Anna Lily Bell                                                                | 34:44.06  |
| 10000 m silnice Běchovice 25. 4. 2022             | Moira Stewartová                                                              | 33:30     | Tereza Hrochová                                                                     | 34:09     | Tereza Zimovjanová                                                                  | 35:22     |
| Přespolní běh (krátký) Rumburk 26. listopadu 2022 | Anna Šimková                                                                  | 14:40     | Anita Žáková                                                                        | 14:51     | Jana Matějková                                                                      | 14:56     |
| Přespolní běh (dlouhý) Rumburk 26. listopadu 2022 | Tereza Hrochová                                                               | 29:05     | Karolína Sasynová                                                                   | 29:35     | Tereza Novotná                                                                      | 29:43     |
| Běh do vrchu (krátký) Zadov 4. června 2022        | Adéla Stránská                                                                | 1:02:49   | Pavla Schorná                                                                       | 1:03:04   | Hana Švestková Stružková                                                            | 1:03:20   |
| Běh do vrchu (dlouhý) Zadov 4. června 2022        | Hana Švestková Stružková                                                      | 1:47:58   | Barbora Jíšová                                                                      | 1:49:32   | Gabriela Veigertová                                                                 | 1:50:38   |
| Půlmaraton Pardubice 9. dubna 2022                | Tereza Hrochová                                                               | 1:13:29   | Gabriela Veigertová                                                                 | 1:16:40   | Petra Kotlíková                                                                     | 1:18:57   |
| Maraton Praha 8. května 2022                      | Marcela Joglová                                                               | 2:39:23   | Barbora Macurová                                                                    | 2:45:48   | Petra Pastorová                                                                     | 2:46:33   |
| 100 m př.                                         | Tereza Vokálová                                                               | 13.06     | Tereza Elena Šínová                                                                 | 13.07     | Markéta Štolová                                                                     | 13.22     |
| 400 m př.                                         | Nikoleta Jíchová                                                              | 57.44     | Zuzana Cymbálová                                                                    | 57.80     | Barbora Veselá                                                                      | 58.47     |
| 3000 m př.                                        | Tereza Novotná                                                                | 10:18.55  | Bára Stýblová                                                                       | 10:24.62  | Anna Málková                                                                        | 10:26.15  |
| 4 × 100 m                                         | USK Praha A Klára Seidlová Johana Kaiserová Martina Hofmanová Marcela Pírková | 44.92     | USK Praha B Markéta Štolová Nicoleta Turnerová Kateřina Dvořáková Jana Novotná      | 46.94     | Atletika Vlašim Šárka Hlaváčková Monika Doubková Kateřina Slabá Valentýna Přibylová | 47.78     |
| 4 × 400 m                                         | USK Praha Lada Vondrová Věra Holubářová Marcela Pírková Martina Hofmanová     | 3:37.31   | AK ŠKODA Plzeň Tereza Jonášová Anna Suráková Kateřina Matoušková Tereza Petržilková | 3:42.47   | Atletika Stará Boleslav Klaudie Černá Lenka Čechová Eliška Čechová Barbora Veselá   | 3:44.52   |
| 20 km chůze Poděbrady 2. dubna 2022               | Eliška Martínková                                                             | 1:30:53   | Tereza Ďurdiaková                                                                   | 1:31:09   | Štěpánka Pohlová Kučerová                                                           | 1:51:26   |
| Chůze na 35 km Dudince 23. dubna 2022             | Tereza Ďurdiaková                                                             | 3:01:51   | Štěpánka Pohlová Kučerová                                                           | 3:27:52   | Jana Zikmundová                                                                     | 3:33:53   |
| Skok do výšky                                     | Michaela Hrubá                                                                | 1,86      | Denisa Majerová                                                                     | 1,84      | Denisa Pešová                                                                       | 1,79      |
| Skok o tyči                                       | Amálie Švábíková                                                              | 4,45      | Zuzana Pražáková                                                                    | 4,20      | Nikola Pöschlová                                                                    | 4,10      |
| Skok daleký                                       | Linda Suchá                                                                   | 6,32      | Emma Maštalířová                                                                    | 6,23      | Jana Novotná                                                                        | 6,21      |
| Trojskok                                          | Linda Suchá                                                                   | 13,78     | Emma Maštalířová                                                                    | 13,49     | Veronika Skalická                                                                   | 13,14     |
| Vrh koulí                                         | Markéta Červenková                                                            | 17,31     | Katrin Brzyszkowská                                                                 | 15,75     | Martina Mazurová                                                                    | 13,83     |
| Hod diskem                                        | Barbora Tichá                                                                 | 55,07     | Leona Vargová                                                                       | 48,32     | Kristýna Čechlovská                                                                 | 46,94     |
| Hod kladivem                                      | Adéla Korečková                                                               | 64,79     | Kateřina Šafránková                                                                 | 60,85     | Veronika Bártová                                                                    | 59,54     |
| Hod oštěpem                                       | Barbora Špotáková                                                             | 60,90     | Nikol Tabačková                                                                     | 59,06     | Nikola Ogrodníková                                                                  | 57,48     |
| Sedmiboj Praha 3.–5. června 2022                  | Dorota Skřivanová                                                             | 6073 bodů | Kateřina Dvořáková                                                                  | 5730 bodů | Barbora Zatloukalová                                                                | 5672 bodů |